# Sites mégalithiques d'Eure-et-Loir
Cette liste recense les mégalithes du département français d'Eure-et-Loir, en région Centre-Val de Loire. Sont notamment recensés les polissoirs, dolmens, menhirs et tumulus.

## Répartition géographique
L'Eure-et-Loir figure parmi les six départements français les plus riches en polissoirs, tous situés au sud, sud-ouest ou sud-est du Bassin parisien. « La coulée du Loir et de l'Eure (y compris la Voise) compte [notamment] 61 polissoirs dans la portion d'Eure-et-Loir étudiée ».
| \| Chartres Châteaudun Dreux Nogent-le-Rotrou \| Répartition géographique des mégalithes. · : dolmen - : menhir - : autre site mégalithique |
| Chartres Châteaudun Dreux Nogent-le-Rotrou                                                                                                  |

## Inventaire non exhaustif
| Monument                                | Commune                   | Remarque                                                                          | Protection                 | Coordonnées                                                                                            | Illustration                                                        |
| --------------------------------------- | ------------------------- | --------------------------------------------------------------------------------- | -------------------------- | --- | ------------------------------------------------------------------- |
| Polissoirs d'Abondant                   | Abondant                  | 2 polissoirs                                                                      | Classé MH (1925)           | 48° 49′ 07″ N, 1° 22′ 25″ E                                                                            | Polissoirs d'Abondant                                               |
| Menhir de la Trinité                    | Alluyes                   |                                                                                   |                            | 48° 13′ 37″ N, 1° 22′ 01″ E                                                                            |                                                                     |
| Palet de Gargantua                      | Alluyes                   | dolmen                                                                            |                            | 48° 14′ 00″ N, 1° 21′ 55″ E                                                                            | Palet de Gargantua                                                  |
| Polissoir de la Vieuville               | Alluyes                   |                                                                                   |                            | |                                                                     |
| Polissoir des Forvilles                 | Alluyes                   |                                                                                   |                            | |                                                                     |
| Polissoir du Gué-Verronneau             | Alluyes                   |                                                                                   |                            | |                                                                     |
| La Grosse Pierre                        | Bazoches-les-Hautes       | dolmen                                                                            |                            | 48° 10′ 20″ N, 1° 49′ 50″ E                                                                            | Dolmen de la Grosse Pierre                                          |
| Pierre Nochat                           | Berchères-les-Pierres     | dolmen                                                                            |                            | 48° 21′ 54″ N, 1° 33′ 28″ E                                                                            | Dolmen de la Pierre Nochat                                          |
| Pierre de la Folie                      | Berchères-sur-Vesgre      | autre nom Menhir dit de la Ville-l'Evêque                                         | Classé MH (1887)           | 48° 50′ 59″ N, 1° 34′ 00″ E                                                                            | Menhir dit de la Ville-l'Evêque                                     |
| Polissoir de la Louveterie              | Bonneval                  |                                                                                   |                            | |                                                                     |
| Polissoir des Bordes                    | La Bourdinière-Saint-Loup |                                                                                   |                            | |                                                                     |
| Pierre-aiguisante                       | La Chapelle-d'Aunainville | polissoir                                                                         | disparu                    | |                                                                     |
| Polissoir des Petits-Prés               | Chartres                  |                                                                                   | détruit                    | |                                                                     |
| Polissoirs de Civry                     | Civry                     |                                                                                   |                            | déplacés devant la mairie et derrière l'église 48° 05′ 27″ N, 1° 29′ 29″ E 48° 05′ 28″ N, 1° 29′ 26″ E | Polissoirs du Puits Saint-Martin · Polissoirs du Puits Saint-Martin |
| Dolmen « près du polissoir »            | Corancez                  |                                                                                   | détruit entre 1940 et 1945 | |                                                                     |
| Pierre-Bure                             | Corancez                  | polissoir                                                                         | disparu                    | |                                                                     |
| Pinte de Saint-Martin                   | Corancez                  | polissoir                                                                         | Classé MH (1889)           | 48° 21′ 21″ N, 1° 31′ 23″ E                                                                            | Pinte de Saint-Martin                                               |
| Griffe du Diable                        | Courtalain                | polissoir                                                                         | Inscrit MH (1987)          | 48° 05′ 22″ N, 1° 07′ 21″ E                                                                            | Griffes du Diable                                                   |
| Pierre-aux-Joncs                        | Dampierre-sur-Avre        | dolmen                                                                            |                            | |                                                                     |
| Pierre de Badinville                    | Dampierre-sur-Avre        | dolmen                                                                            |                            | 48° 44′ 35″ N, 1° 08′ 12″ E                                                                            | Pierre de Badinville                                                |
| Polissoir de Chevrigny                  | Dangeau                   |                                                                                   |                            | |                                                                     |
| Pierre-Pucre                            | Écluzelles                |                                                                                   |                            | 48° 42′ 55″ N, 1° 25′ 37″ E                                                                            | Dolmen de la Pierre Pucre à Ecluzelles                              |
| Dolmen d'Écublé                         | Écublé                    |                                                                                   |                            | 48° 33′ 54″ N, 1° 19′ 10″ E                                                                            | Dolmen d'Écublé                                                     |
| Griffe du Diable                        | Ermenonville-la-Grande    | polissoir                                                                         | détruit vers 1953          | |                                                                     |
| Dolmen de la Puce                       | Fontenay-sur-Conie        |                                                                                   |                            | 48° 09′ 33″ N, 1° 41′ 09″ E                                                                            |                                                                     |
| Polissoir de Gohory                     | Gohory                    |                                                                                   |                            | déplacé au musée de Chateaudun                                                                         |                                                                     |
| La Pierre Coquelée                      | Lutz-en-Dunois            | dolmen                                                                            | Inscrit MH (1983)          | 48° 05′ 25″ N, 1° 25′ 56″ E                                                                            | La Pierre Coquelée                                                  |
| Polissoir de Thuy                       | Marboué                   |                                                                                   |                            | |                                                                     |
| Dolmen de La Borde                      | Margon                    | autre nom : Pierre aux Nouveau-Nés                                                |                            | 48° 20′ 20″ N, 0° 50′ 03″ E                                                                            | Dolmen de la Borde                                                  |
| Pierre Levée                            | Méréglise                 | menhir                                                                            |                            | 48° 17′ 54″ N, 1° 11′ 59″ E                                                                            |                                                                     |
| Polissoir                               | Meslay-le-Vidame          |                                                                                   |                            | |                                                                     |
| Pierre Cochée                           | Moléans                   | dolmen et polissoir                                                               | détruit                    | |                                                                     |
| Menhir de l'Ormorice                    | Montboissier              |                                                                                   |                            | 48° 12′ 22″ N, 1° 22′ 44″ E                                                                            | Menhir de l'Ormorice                                                |
| Menhirs du Bois de l'Isle               | Montboissier              | 2 menhirs                                                                         |                            | 48° 12′ 29″ N, 1° 22′ 39″ E 48° 13′ 10″ N, 1° 23′ 00″ E                                                |                                                                     |
| Polissoir du Bois de l'Isle             | Montboissier              |                                                                                   |                            | |                                                                     |
| Dolmen de Cocherelle                    | Montreuil                 |                                                                                   |                            | 48° 46′ 42″ N, 1° 22′ 05″ E                                                                            | Dolmen de Cocherelle                                                |
| Dolmen de la Côte du Tartre             | Montreuil                 |                                                                                   |                            | 48° 45′ 59″ N, 1° 22′ 11″ E                                                                            | Dolmen de la cote du Tartre                                         |
| La Pierre qui Tourne                    | Morancez                  |                                                                                   | Inscrit MH (1983)          | 48° 23′ 55″ N, 1° 29′ 37″ E                                                                            | La Pierre qui Tourne                                                |
| Polissoir du Moulin-Brûlé               | Morancez                  |                                                                                   |                            | |                                                                     |
| La Couvre-Clair                         | Neuvy-en-Dunois           | dolmen et polissoir                                                               |                            | 48° 13′ 18″ N, 1° 31′ 59″ E                                                                            | La Couvre-Clair                                                     |
| Palet de Gargantua                      | Nottonville               | dolmen                                                                            |                            | 48° 07′ 55″ N, 1° 30′ 46″ E                                                                            | Le Palet de Gargantua                                               |
| Pierre Saint-Martin                     | Nottonville               | polissoir                                                                         |                            | |                                                                     |
| Polissoir de Chambon                    | Nottonville               |                                                                                   |                            | |                                                                     |
| Polissoir de la Sénerie                 | Nottonville               |                                                                                   |                            | |                                                                     |
| Polissoirs de Bainville                 | Nottonville               | autre nom polissoirs du Bal des Dames,                                            |                            | |                                                                     |
| Pierre Saint-Marc                       | Péronville                | dolmen                                                                            |                            | 48° 04′ 00″ N, 1° 36′ 24″ E                                                                            | La Pierre St Marc                                                   |
| Grosse Pierre d'Ymorville               | Prunay-le-Gillon          | dolmen                                                                            |                            | 48° 21′ 04″ N, 1° 38′ 56″ E                                                                            | La grosse Pierre d'Ymorville                                        |
| Mégalithes de Bouche d'Aigre            | Romilly-sur-Aigre         | dolmen et menhir                                                                  |                            | |                                                                     |
| Allée couverte de Quincampoix           | Saint-Avit-les-Guespières |                                                                                   | Classé MH (1889)           | 48° 15′ 37″ N, 1° 17′ 22″ E                                                                            | Dolmen de Quincampoix                                               |
| Polissoir de Saint-Denis-les-Ponts      | Saint-Denis-Lanneray      |                                                                                   |                            | déplacé au musée de Chateaudun                                                                         |                                                                     |
| Dolmens de Baignon                      | Saint-Maur-sur-le-Loir    | 5 dolmens                                                                         |                            | 48° 09′ 00″ N, 1° 24′ 29″ E                                                                            | 3 Dolmens de Baignon                                                |
| Site mégalithique de Changé             | Saint-Piat et Maintenon   | Dolmen de la Grenouille Dolmen Petit Dolmen du Berceau Menhir du But de Gargantua | Classé MH (1974)           | 48° 34′ 10″ N, 1° 35′ 01″ E                                                                            | Dolmen de la Grenouille                                             |
| Dolmen des Rolands                      | Saumeray                  |                                                                                   | détruit                    | |                                                                     |
| Pierre de Montemain                     | Saumeray                  | polissoir                                                                         |                            | 48° 15′ 00″ N, 1° 19′ 16″ E                                                                            | Pierre de Montemain                                                 |
| Dolmen et polissoir de la Ferme Brûlée  | Sorel-Moussel             |                                                                                   | Inscrit MH (1951)          | 48° 49′ 05″ N, 1° 21′ 30″ E                                                                            | Dolmen de la ferme brulee                                           |
| La Pierre Complissée                    | Sours                     | sépulture sous dalle                                                              |                            | 48° 23′ 47″ N, 1° 33′ 42″ E                                                                            | La Pierre Complissée                                                |
| Pierre Godon                            | Tillay-le-Péneux          | dolmen                                                                            | Classé MH (1979)           | 48° 10′ 21″ N, 1° 46′ 57″ E                                                                            | Pierre Godon                                                        |
| Tumulus mégalithique de Ménainville     | Tillay-le-Péneux          |                                                                                   | Inscrit MH (1980)          | 48° 09′ 44″ N, 1° 47′ 26″ E                                                                            | Tumulus de Menainville                                              |
| Pierre de Villebon                      | Trizay-lès-Bonneval       | dolmen autre nom Pierre de Beaumont                                               | Classé MH (1889)           | 48° 12′ 07″ N, 1° 21′ 06″ E                                                                            |                                                                     |
| Pierre de Gargantua                     | Toury                     | dolmen                                                                            |                            | 48° 11′ 37″ N, 1° 56′ 06″ E                                                                            | Pierre de Gargantua                                                 |
| Pierre du Diable                        | Vald'Yerre                | polissoir                                                                         |                            | |                                                                     |
| Pierre Couverte                         | Varize                    | dolmen                                                                            |                            | 48° 04′ 11″ N, 1° 30′ 08″ E                                                                            | Dolmen de la Pierre Couverte                                        |
| Menhir du Boisseau                      | Ver-lès-Chartres          |                                                                                   |                            | 48° 23′ 17″ N, 1° 28′ 23″ E                                                                            | Menhir du Boisseau                                                  |
| Pierre-Piquée                           | Ver-lès-Chartres          | polissoir                                                                         | disparu                    | |                                                                     |
| Polissoir d'Houdouenne                  | Ver-lès-Chartres          |                                                                                   |                            | 48° 22′ 41″ N, 1° 29′ 16″ E                                                                            | Polissoir d'Houdouenne                                              |
| Nécropole de la Garenne de Granvilliers | Viabon                    | 3 dolmens - 2 tumulus                                                             |                            | 48° 11′ 14″ N, 1° 41′ 56″ E                                                                            | Nécropole de la Garenne de Granvilliers                             |
| Pierre du Champtier du Buisson          | Vieuvicq                  | dolmen                                                                            |                            | 48° 15′ 44″ N, 1° 13′ 12″ E                                                                            | Pierre du Champtier du buisson                                      |
| Menhirs de l’Épinay                     | Vieuvicq                  | 2 menhirs                                                                         |                            | 48° 15′ 27″ N, 1° 12′ 46″ E                                                                            |                                                                     |
| Pierre au Grès                          | Villeau                   | dolmen                                                                            |                            | 48° 15′ 29″ N, 1° 35′ 16″ E                                                                            | Pierre au Grès                                                      |
| Pierre de Roinville                     | Villeau                   |                                                                                   |                            | 48° 15′ 02″ N, 1° 35′ 58″ E                                                                            |                                                                     |
| Pierre Saint-Martin                     | Villiers-Saint-Orien      | polissoir                                                                         |                            | |                                                                     |
| Polissoir du Bois de l'Abbaye           | Villiers-Saint-Orien      |                                                                                   |                            | |                                                                     |
| Puits aux Ladres                        | Villiers-Saint-Orien      | dolmen et polissoir                                                               |                            | 48° 07′ 18″ N, 1° 28′ 18″ E 48° 07′ 21″ N, 1° 28′ 15″ E                                                | Dolmen du Puits aux Ladres · Polissoir du Puits aux Ladres          |
| Pierre Levée                            | Voves                     | dolmen                                                                            |                            | 48° 15′ 29″ N, 1° 38′ 30″ E                                                                            | Dolmen de la Pierre Levee                                           |
| La Pierre Frite                         | Yermenonville             | dolmen                                                                            |                            | 48° 32′ 45″ N, 1° 36′ 48″ E                                                                            |                                                                     |
| Menhir de Chantecoq                     | Ymeray                    | autre nom Mère-aux-Cailles                                                        | Classé MH (1909)           | 48° 30′ 58″ N, 1° 41′ 25″ E                                                                            | Menhir de Chantecoq                                                 |
| Polissoir de Chantecoq                  | Ymeray                    |                                                                                   |                            | |                                                                     |
| Pierre Levée                            | Ymonville                 | dolmen                                                                            |                            | 48° 14′ 28″ N, 1° 43′ 56″ E                                                                            | dolmen de la pierre levee                                           |